# Štefan Leška
Štefan Leška, magyarosan: Leska István (Verbóc, Nyitra megye, 1757. október 21. – Kiskőrös, 1818. február 25.) evangélikus szuperintendens.

## Élete
Tanult Modorban, 1779-től Pozsonyban; 1781-ben ugyanott kántor és orgonista lett a szlovák-magyar egyházban. 1784-ben Prágába hívták meg lelkésznek, ahol 1786-től 1798-ig a cseh evangélikus egyház szuperintendense volt. Azután Dunaegyházán vállalt lelkészi hivatalt, innét 1810-ben Kiskőrösre ment lelkésznek. A szláv nyelvek kitűnő ismerője volt és szorgalmas gyűjtője a cseh és szlovák szavaknak Dobrovszky József és Juraj Palkovič tudósok számára.
Nevét Leschkonak és Leskonak is írják.

## Munkái
- Basne prilezitostné. Pozsony, 1781-95. (Alkalmi költemények.)
- Wdecsny Protestant naproti swemu snasseliwemu Cysari. Uo. 1872. (A vallástürelmű császárjához hű protestáns. Németből ford.)
- Rozmlouváni jednoho helv. vyslance s evangelickym A. C. Cehem. Neuhaus, 1784. (Helvét hitvallású követ beszélgetése egy ág. ev. csehhel.)
- Nová lotterye pro hospodáre i t. d. aneb welmi prospéšné nauceni wpéknych pribezých o mnohých wecech i. t. d. Uo. 1796. (A nép kincsesszekrénye, vagy hasznos tanítások szép elbeszélélésekben. Németből ford.)
- Nová kniha zpévu krestanských, s pripojeným rádem evangelickým crykiv. A. v. v. králowstwi ceském. Uo. 1796. (Uj egyházi énekes könyv.)
- Pocatecné cviceni v nábozenstvi pro školy protestanské v. c. kr. zemich ... Uo. 1797. (Elemi vallástan a protestans iskolák számára.)
- Robinson. Uo. 1797.
- Úwedni k gruntownimu poznáni Krest. nabozenstwý, i. t. d. Uo. 1797. (A vallás ismeretének alapja.)
- Summa zákona boziho laska a snášeliwost zna mení prawého krestana. Uo. 1798. (Isteni tanítás summája, a szeretet és vallási türelem, mint a valódi keresztény ismertető jele.
- Vysvetleni slo. ev. biblie Palkovicovej ... 1808. (Palkovics Bibliájának magyarázata.)
- Elenchus vocabulorum Europeorum imprimis slavicorum magyarici usus ... Budae 1825. (Ism. Hazai és Külf. Tudósítások II. 31. sz.)

1783-ban kiadta a Prespurski Noviny című szlovák újságot Pozsonyban.